# Microsoft Publisher
Microsoft Publisher (ранее Microsoft Office Publisher) — настольная издательская система, разработанная корпорацией Microsoft. Это приложение начального уровня, отличающееся от Microsoft Office Word тем, что акцент в нём делается на проектирование разметки страницы, а не на оформление и проверку текста. Microsoft Publisher — программное обеспечение, входящее в состав пакета Microsoft Office.

## Название
Название программы происходит от слова «publisher», то есть программа, рассчитанная на выпуск разнообразных публикаций.

## Особенности
Office Publisher содержит новые и усовершенствованные средства, помогающие эффективно создавать, настраивать и многократно использовать разнообразные маркетинговые материалы, адаптированные под конкретные потребности компании.
- Быстрое начало работы при использовании библиотеки из сотен настраиваемых шаблонов оформления и незаполненных публикаций, включая информационные бюллетени, брошюры, рекламные листовки, открытки, веб-узлы, форматы почтовых сообщений и многое другое.
- Создание для всех деловых и личных потребностей элементы фирменной символики, которые содержат название компании, контактную информацию и эмблему.
- Перед выбором шаблона можно воспользоваться функцией динамического просмотра шаблонов Office Publisher 2007 с применением элементов фирменной символики, включая цвета, шрифты, эмблему и сведения о бизнесе.
- Новая функция поиска позволяет быстро находить и просматривать в каталоге Publisher высококачественные шаблоны Office Publisher 2007 с веб-узла Microsoft Office Online.
- Для ускорения поиска шаблонов можно воспользоваться эффективными средствами распределения по категориям, просмотра, открытия и сохранения в папке «Мои шаблоны».
- Благодаря хранению часто используемого текста, элементов оформления и графических объектов в новом хранилище содержимого для последующего использования в других публикациях достигается значительная экономия времени и сил.
- Повторное использование созданного содержимого для других методов публикации и распространения. Например, можно легко поместить содержимое из многостраничного информационного бюллетеня в шаблон электронной почты или веб-шаблон для распространения в Интернете.
- Можно выбрать одну из более 75 созданных профессионалами цветовых схем или создать свою собственную. Если нужно использовать цвета Pantone, их можно выбрать непосредственно в Office Publisher 2007.
- В панели задач Publisher доступна помощь по стандартным процедурам Office Publisher 2007, таким как вставка изображения, слияние стандартных писем или многократное использование содержимого.
- Расширенная возможность слияния каталогов позволяет создавать часто обновляемые материалы, такие как спецификации, каталоги и прейскуранты, объединяя текст и изображения из базы данных.
- Доступна настройка публикаций с использованием коллекции интуитивно понятных макетов типографских эффектов и средств работы с графикой.
- Усовершенствованное средство проверки макета позволяет заблаговременно выявить и исправить распространенные ошибки макета в материалах, предназначенных для печати, размещения в сети и распространения по электронной почте.

Простой просмотр элементов фирменной символики — цвета, шрифта, эмблемы и сведений о бизнесе — и их применение ко всему содержимому Office Publisher 2007 позволяет быстрее приступить к работе.
Office Publisher 2007 содержит новые средства слияния электронной почты, а также усовершенствованные возможности слияния почты и каталогов, благодаря которым стало проще создавать и распространять в печатном виде или по электронной почте маркетинговые материалы, настроенные под индивидуальных получателей.

## Прекращение поддержки
В октябре 2026 года поддержка Publisher будет прекращена. По достижении указанного времени инструмент будет исключён из всех редакций Office, включая Microsoft 365. Последний также перестанет открывать и редактировать файлы формата PUB. Причину закрытия приложения объясняют тем, что функции Publisher могут выполняться такими сервисами, как Word, PowerPoint и Designer. Последней версией Office, содержащей Publisher, стал Office 2021.